# Erik Christiansen (roer)
 For alternative betydninger, se Erik Christiansen. (Se også artikler, som begynder med Erik Christiansen)
Erik Christiansen (født 20. september 1956 i København) er en dansk tidligere roer. Han repræsenterede Roforeningen Kvik.
Christiansen vandt, sammen med Michael Jessen, Lars Nielsen og Per Henrik Stisen Rasmussen, bronze i firer uden styrmand ved OL 1984 i Los Angeles. Den danske båd blev i finalen kun besejret af New Zealand, der vandt guld, og af USA, der fik sølv. Det var den ene af seks danske medaljer ved legene. Christiansen deltog også ved OL 1980 i Moskva, som del af den danske toer uden styrmand, der ikke nåede finalen.
Erik Christiansen blev uddannet cand.med. fra Københavns Universitet i 1986.

## OL-medaljer
- 1984:  Bronze i firer uden styrmand